# Шалькевич, Леонид Валентинович
Шалькевич Леонид Валентинович (род.19 июня 1972,Минск) — белорусский учёный-медик, невролог. Доктор медицинских наук (2020г.), профессор (2021 г.). Главный детский невролог Министерства здравоохранения Республики Беларусь. Председатель экспертной комиссии УМС Минздрава по проблемам медицинской реабилитации. Руководитель Республиканского центра детской неврологии.

## Биография
Образование
В 1996 г. окончил педиатрический факультет Минского медицинского института. 
В 2004г. проходил стажировку на медицинском факультете Масарикского университета в г. Брно (Чехия) 
В 2008г. обучался в Парижском институте миологии (Франция).
В 2009г. сдал экзамен на врача высшей квалификационной категории по неврологии.
В 2014г. проходил стажировку в США.
В 2023г. получил специализацию "Врач функциональной диагностики".
Трудовая деятельность
Первым местом работы был операционный блок Минской городской клинической оториноларингологической больницы, где работал санитаром.
С 1997 г. по 1999 г. работал врачом-неврологом в психоневрологическом отделении для новорожденных 7‑й городской клинической больницы г. Минска.
В 1999г. получил приглашение работать ассистентом на кафедре детской неврологии Белорусский медицинской академии последипломного образования.
В 2007 г. стал доцентом кафедры.
С 2011 г. и по настоящее время находится в должности заведующего кафедрой.

## Научная деятельность
Область научных интересов включает изучение неврологической нормы и патологии у детей, эпилепсию и пароксизмальные нарушения в детском возрасте, методы реабилитации детей с детским церебральным параличом.
Автор и соавтор более 400 печатных работ в отечественных и международных изданиях.
Соавтор учебника с грифом Министерства образования по неонатологии (2 издания: 2017 и 2021)
Является автором
- 3 монографий,
- 7 клинических руководств для врачей,
- 38 учебно-методических пособий.
- 12 инструкций на метод.

Л.В. Шалькевич участвовал в 9 научно-исследовательских работах, выполняемых в рамках Государственных и Отраслевых научно-технических программ Республики Беларусь.
Подготовил двух кандидатов медицинских наук.
Автор 18 патентов на изобретения и 40 рационализаторских предложений
Является известным лектором, проводящим чтения и мастер-классы по детской неврологии в своей стране и за рубежом.
Основные конференции и конгрессы с докладом:
- The First Pan-Slavic Congress of Child Neurology (Блед, 2012);
- The Joint Congress of European Neurology (Стамбул, 2014);
- 11th European Paediatric Neurology Society Congress (Вена, 2015);
- The 5th Congress of the European Academy of Neurology (Осло, 2019);
- Балтийские Конгрессы по детской неврологии (Санкт-Петербург, 2013-2023);
- XII Междисциплинарный Конгресс с международным участием «Детский церебральный паралич и другие нарушения движения у детей» (Москва, 2022);
- VI Национальный междисциплинарный Конгресc с международным участием «Физическая и реабилитационная медицина в педиатрии: традиции и инновации» (Москва, 2023);
- Научно-практическая конференция с международным участием «Актуальные вопросы детской эпилептологии» (Москва, 2023);
- Конгресс с международным участием «Двигательные расстройства у детей»[1] (Москва, 2024).

Член организационных комитетов ряда международных конгрессов и республиканских конференций и семинаров.
Член редакционных коллегий журналов «Неврология и нейрохирургия. Восточная Европа» и «Проблемы здоровья и экологии». Член редакционного совета жернала "Педиатрия. Восточная Европа"

## Вклад в развитие детской неврологи
Автор методики лечения и реабилитации детей с детским церебральным параличом с использованием стволово-клеточной терапии. 
Выявил комплекс независимых факторов ранней диагностики эпилепсии у детей младшего возраста после первого в жизни судорожного приступа, установил частоту и характер коморбидных нарушений у детей с судорогами в дебюте заболевания, впервые доказал, что наличие определенной соматической патологии является фактором риска развития эпилепсии. Впервые установил комплекс независимых факторов, определяющий прогноз низкой эффективности стартовой противоэпилептической терапии до ее назначения, разработал методику медицинской реабилитации и абилитации детей с эпилепсией вне клинической ремиссии. Соавтор методик медицинской реабилитации детей с нарушениями психоречевого развития, коррекции неврологических нарушений у недоношенных детей с внутричерепными нетравматическими кровоизлияниями.

## Основные научные труды
России и Беларуси:
- Научный редактор клинического руководства для врачей "Эпилепсия у детей. Редкие и атипичные формы" . – Москва: Специальное Издательство Медицинских Книг (СИМК), 2018. – 216 с.: ил.
- Соавтор Федерального руководства по детской неврологии под редакцией проф. Гузевой В.И. – Москва: ООО «МК», 2016. – 656 с. (глава "Черепно-мозговая травма у детей", с. 361-377).
- Соавтор практического руководства «Детская анестезиология, реаниматология и интенсивная терапия» под ред. Курека В.В., Кулагина А.Е.  – Москва: ООО «Издательство «МИА», 2011. – 992 с.
- Соавтор клинического руководства «Руководство по неотложным состояниям у детей. Второе издание» под ред. Курека В.В., Кулагина А.Е. – Москва: Медицинская литература, 2012. – 624 с.
- Шалькевич Л.В. Фебрильные приступы у детей: современные представления / Педиатрия.Восточная Европа. - 2020, том 8, № 4. - С. 569-577.
- Шалькевич Л.В. Эффективность использования технологий виртуальной реальности в комплексной реабилитации мануальной активности у детей с детским церебральным параличом / Журнал Гродненского государственного медицинского университета. 2020. - Т. 18, № 6. - С. 716-721.
- Шалькевич Л.В., Смычёк В.Б., Жевнеронок И.В. Эффективность и безопасность медицинской реабилитации детей с эпилепсией / Физическая и реабилитационная медицина. – 2020. – Т. 2. – № 4. – С. 34-41.
- Шалькевич Л.В. Детский церебральный паралич: использование современных классификационных систем / Медицинские новости. – 2021. - №1. – С.19-23.
- Шалькевич Л.В. Влияние реабилитационных технологий с использованием виртуальной реальности на качество жизни детей с детским церебральным параличом / Журнал Гродненского государственного медицинского университета. 2021. - Том 19, № 1. - С. 40-45.

Основные публикации в ведущих научных журналах:
- Шалькевич Л.В., Кудлач А.И., Волчок В.И. Эпидемиология эпилепсии в детской популяции Республики Беларусь / Журнал неврологии и психиатрии им. С.С. Корсакова № 11, 2016. – С. 98-102. https://doi.org/10.17116/jnevro201611611198-102
- Шалькевич Л.В., Тырсин А.Н., Остроушко Д.В., Шалькевич О.В. Математическая модель диагностики перинатального поражения центральной нервной системы у детей в неонатальном периоде / Российский вестник перинатологии и педиатрии. 2017;62(3):85-91. https://doi.org/10.21508/1027-4065-2017-62-3-85-91
- Шалькевич Л.В., Кудлач А.И., Назарова О.П. Влияние гормонов гипоталамо-гипофизарно-надпочечниковой системы на процессы эпилептогенеза / Русский журнал детской неврологии. - 2017. - № 1. – С.47-55. https://doi.org/10.17650/2073-8803-2017-12-1-47-55
- Шалькевич Л.В., Жевнеронок И.В. Коморбидные нарушения и их особенности у детей при манифестации эпилепсии / Международный неврологический журнал, 2019. - № 6 (108) (65). - С. 5-10. https://doi.org/10.22141/2224-0713.6.108.2019.180529
- Mann D, Antinew J, Knapp L et A0081042 study group. Pregabalin adjunctive therapy for focal onset seizures in children 1 month to <4 years of age: A double-blind, placebo-controlled, video-electroencephalographic trial / Epilepsia. 2020 Apr;61(4):617-626. https://doi.org/10.1111/epi.16466
- Tamara Dangouloff, Eva Vrscaj, Laurent Servais, Damjan Osredkar, the SMA NBS World Study Group. Newborn screening programs for spinal muscular atrophy worldwide: where we stand and where to go / Neuromuscul Disord. 2021 Apr 7:S0960-8966(21)00071-7. https://doi.org/10.1016/j.nmd.2021.03.007

## Награды и премии
- Знак «Отличник здравоохранения Республики Беларусь».
- Знак «Отличник «БелМАПО».
- Грамота Патриаршего Экзарха.
- Почетная грамота БелМАПО.
- Почетная Грамота Министерства здравоохранения Республики Беларусь.
- Почетные Грамоты Комитета по здравоохранению Мингорисполкома (2009, 2011, 2020, 2022).
- Юбилейная медаль «70 лет Победы в Великой Отечественной войне 1941—1945 гг.».
- Медаль «За труд во имя жизни».
- Медаль «Гиппократ».